# Pseudopostega parakempella
Pseudopostega parakempella là một loài bướm đêm thuộc họ Opostegidae. Nó được miêu tả bởi Donald R. Davis và Jonas R. Stonis, 2007. Nó được tìm thấy ở miền nam Florida và the Oaxaca Region in México.
Chiều dài cánh trước là 2.1–2.4 mm. Con trưởng thành bay từ tháng 11 đến tháng 1.